# Yamato (Kanagawa)
Yamato (大和市 Yamato-shi?) es una ciudad japonesa ubicada en la prefectura de Kanagawa, Japón.
La localidad fue fundada en 1891. Se consolidó como ciudad pequeña en 1943 y en ciudad el 1 de febrero de 1959. 
En el 2005, el distrito contaba con una población de 221.603 habitantes y una densidad de 8183,32 personas por km². El área total es 27.06 km².
La base militar estadounidense de la USAF de Atsugi se encuentra entre las localidades de Yamato y Ayase. Es en este lugar donde las fuerzas de ocupación estadounidenses aterrizaron la primera vez en suelo japonés, el 28 de agosto de 1945.